# 池上站 (日本)

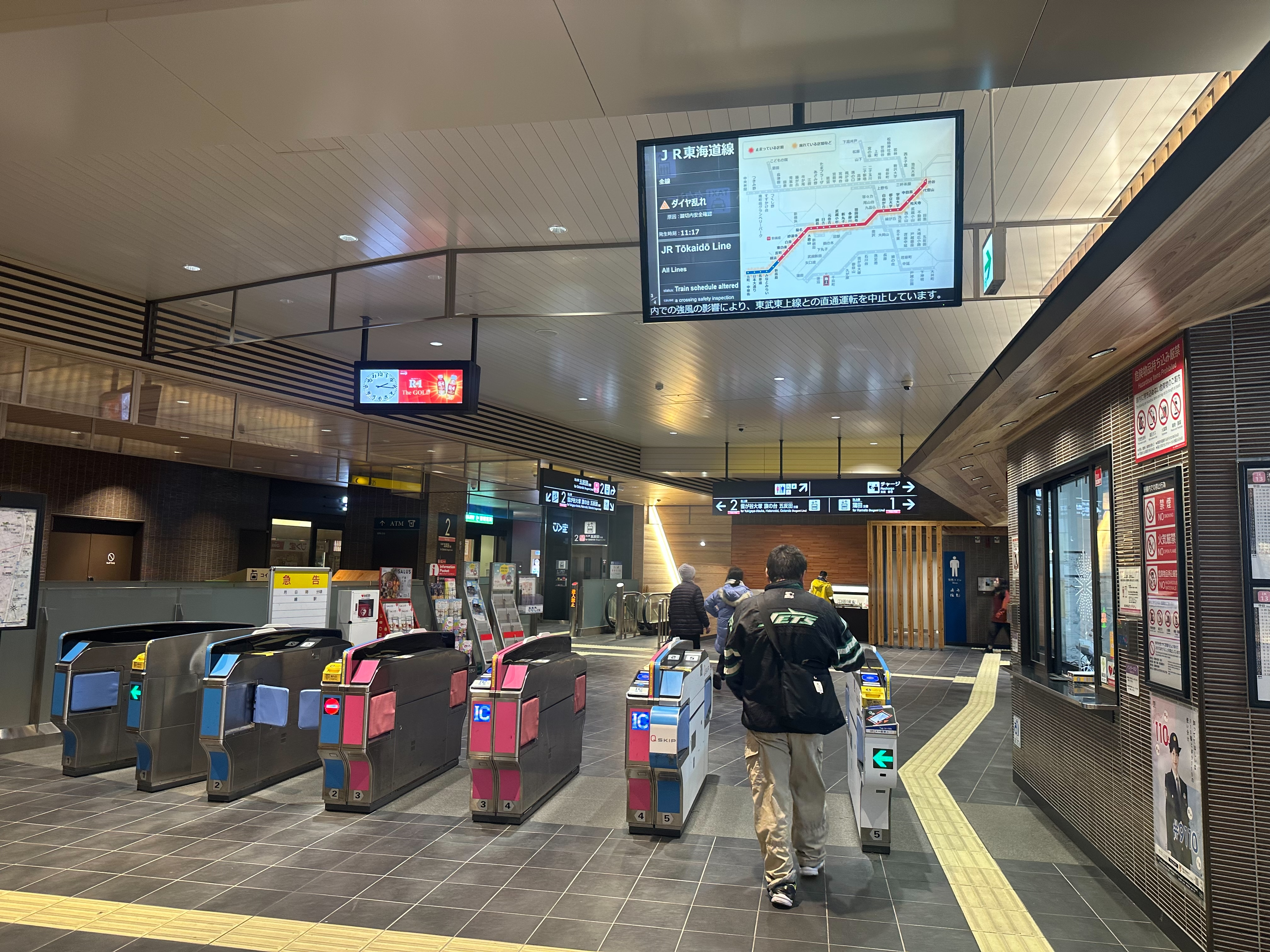
檢票口（2024年2月）

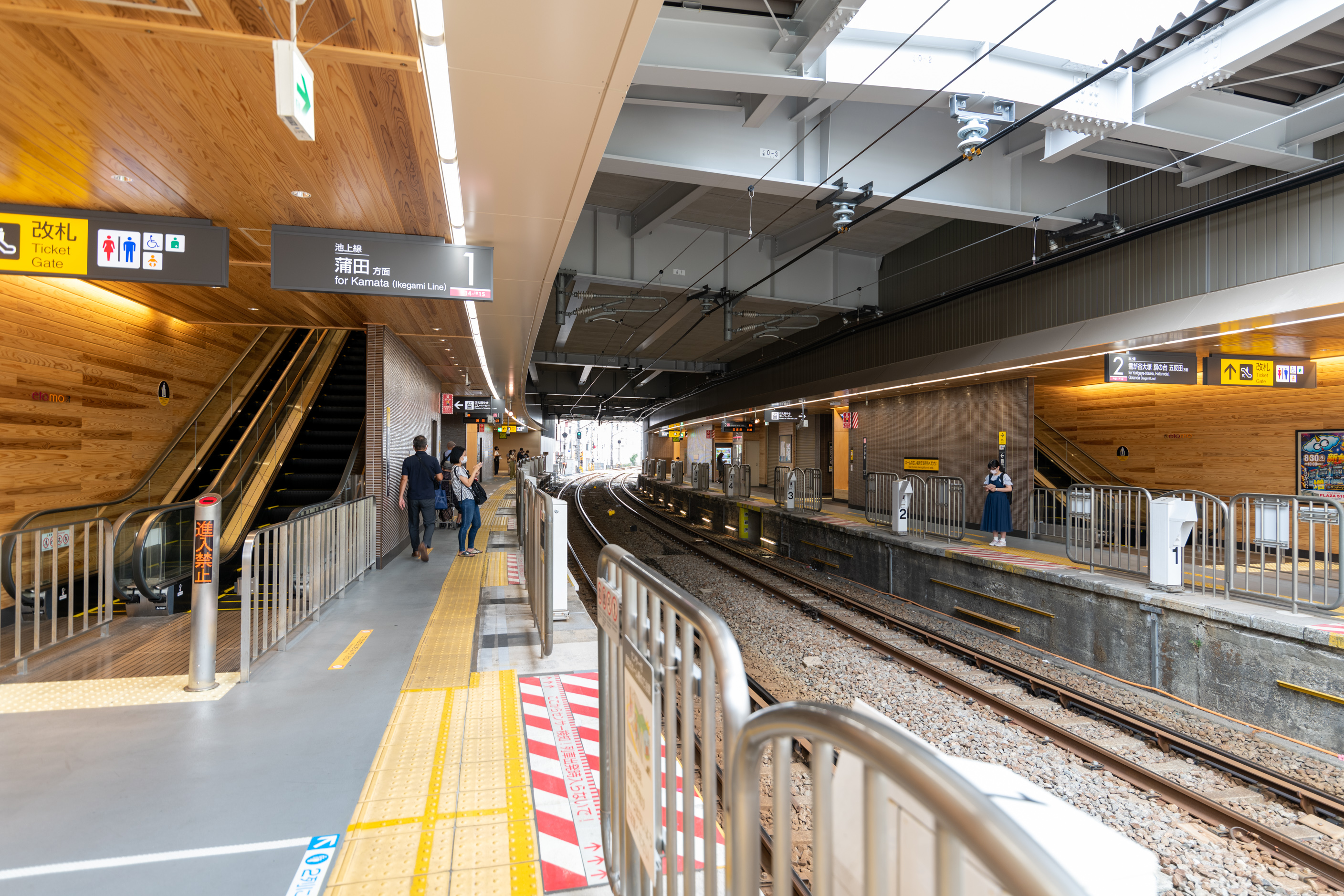
車站月台（2021年8月）

池上站（日语：／ Ikegami eki */?）是一個位於東京都大田區池上六丁目，屬於東急電鐵池上線的鐵路車站。車站編號是IK13。

## 年表
- 1922年（大正11年）10月6日- 車站啟用。

## 構造
車站月台配置為側式月台，同時設置2條路軌。
東急規劃在2017年開始進行站房改良與五層樓車站大樓開發，2020年9月底完工啟用。南側將新設剪票口，北側改設站內天橋，廢除站內平交道。車站大樓將以本門寺與其門前町為設計靈感，規劃保育所與商店入駐。隨著新站房改建工程的進行，2018年3月6日啟用臨時站房，舊站房於3月中拆解。
| 月台 | 路線   | 方向 | 目的地                       |
| ---- | ------ | ---- | ---------------------------- |
| 1    | 池上線 | 下行 | 蒲田方向                     |
| 2    | 池上線 | 上行 | 雪谷大塚、旗之台、五反田方向 |

（來源：東急電鐵:車站構內圖 （页面存档备份，存于））

## 使用情況
2017年平均每天上下車人次有36,671人。
近年1日平均上下車人次、上車人次如下表。
| 年度               | 1日平均 上下車人次 | 1日平均 上車人次 | 來源     |
| ------------------ | ------------------ | ---------------- | -------- |
| 1990年（平成02年） |                    | 18,663           | [ * 1 ]  |
| 1991年（平成03年） |                    | 18,587           | [ * 2 ]  |
| 1992年（平成04年） |                    | 18,342           | [ * 3 ]  |
| 1993年（平成05年） |                    | 18,238           | [ * 4 ]  |
| 1994年（平成06年） |                    | 18,074           | [ * 5 ]  |
| 1995年（平成07年） |                    | 17,893           | [ * 6 ]  |
| 1996年（平成08年） |                    | 17,638           | [ * 7 ]  |
| 1997年（平成09年） |                    | 17,466           | [ * 8 ]  |
| 1998年（平成10年） |                    | 16,748           | [ * 9 ]  |
| 1999年（平成11年） |                    | 16,456           | [ * 10 ] |
| 2000年（平成12年） |                    | 16,312           | [ * 11 ] |
| 2001年（平成13年） |                    | 16,123           | [ * 12 ] |
| 2002年（平成14年） |                    | 15,978           | [ * 13 ] |
| 2003年（平成15年） | 31,170             | 16,117           | [ * 14 ] |
| 2004年（平成16年） | 31,763             | 16,068           | [ * 15 ] |
| 2005年（平成17年） | 31,664             | 16,057           | [ * 16 ] |
| 2006年（平成18年） | 32,904             | 16,266           | [ * 17 ] |
| 2007年（平成19年） | 33,307             | 16,828           | [ * 18 ] |
| 2008年（平成20年） | 33,947             | 17,129           | [ * 19 ] |
| 2009年（平成21年） | 33,580             | 16,942           | [ * 20 ] |
| 2010年（平成22年） | 33,764             | 17,014           | [ * 21 ] |
| 2011年（平成23年） | 33,276             | 16,773           | [ * 22 ] |
| 2012年（平成24年） | 33,862             | 17,052           | [ * 23 ] |
| 2013年（平成25年） | 34,257             | 17,227           | [ * 24 ] |
| 2014年（平成26年） | 34,252             | 17,241           | [ * 25 ] |
| 2015年（平成27年） | 35,324             | 17,781           | [ * 26 ] |
| 2016年（平成28年） | 35,850             | 18,014           | [ * 27 ] |
| 2017年（平成29年） | 36,671             |                  |          |

## 周邊

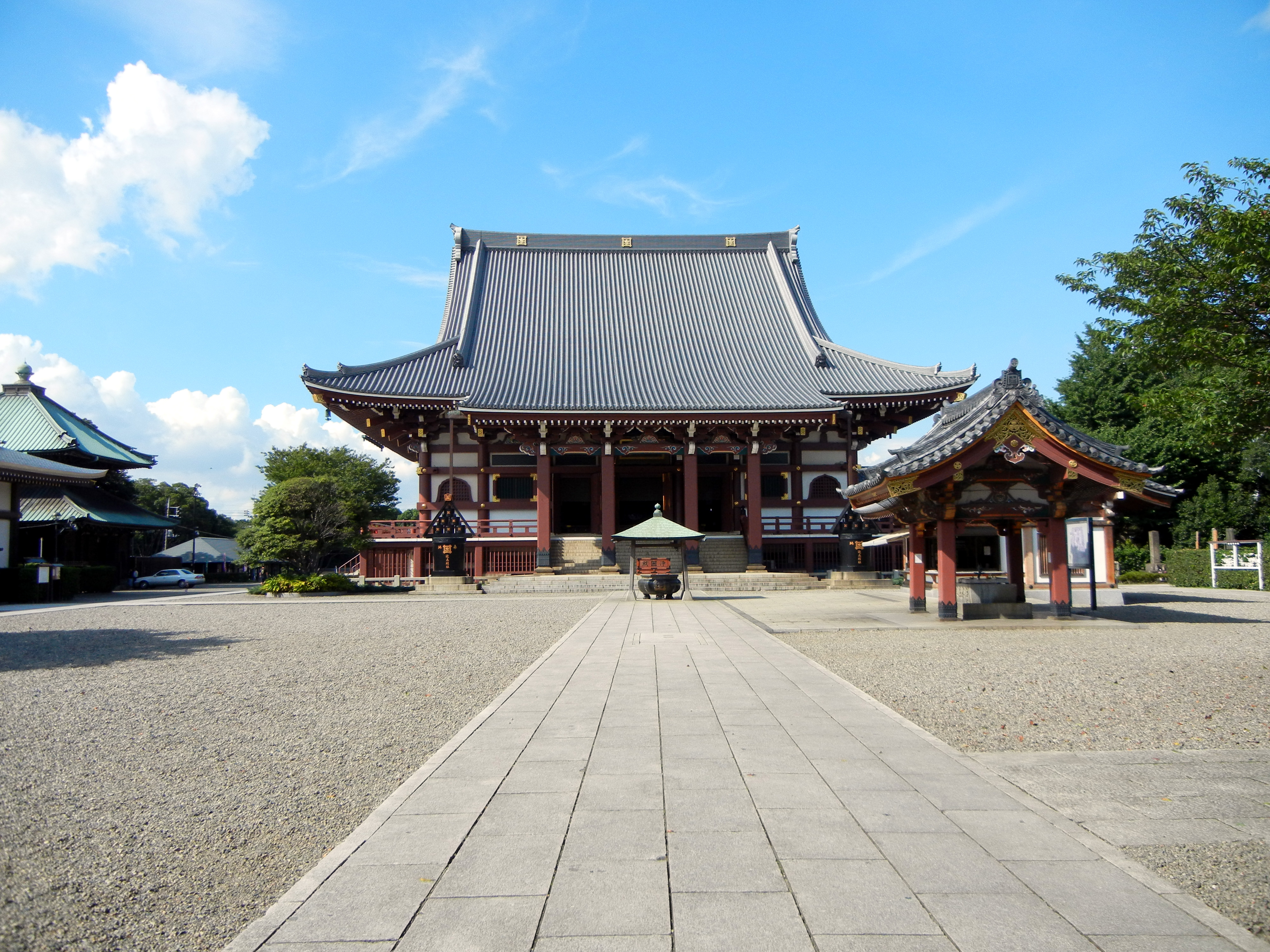
池上本門寺

- 池上本門寺
- 池上梅園（日语：池上梅園）
- 池上郵便局
- 東京都立大森高等學校（日语：東京都立大森高等学校）
- 東急巴士池上營業所（日语：東急バス池上営業所）
- 尾上部屋（日语：尾上部屋）
- 大田區立池上小學校
- 大森第四中學校

## 巴士路線
每年10月12日傍晚開始池上本門寺周圍進行大規模大規模交通管制，車站周邊車輛禁止通行。路線巴士也取消停靠本站。
全路線由東急巴士運行。
- <品94> 蒲田站 - 池上站 - 大田文化之森（日语：大田文化の森） - 大森站 - 大井町站 - 品川站
- <井03> 蒲田站 - 池上站 - 大田文化之森 - 大森站 - 大井町站（僅夜間）
- <井09> 池上站 - 大田文化之森 - 大森站 - 大井町站
- <森04> 池上站 - 大田文化之森 - 大森站（深夜巴士）
- <森05> 大森操車所 - 大森站 - 大田文化之森 - 池上站 - 池上警察署（日语：池上警察署） - 上池上 - 洗足池（日语：洗足池）
  - <森05>往洗足池方向停靠池上通（日语：東京都道421号東品川下丸子線）的專用巴士站。
- <森06><森07> 大森站 - 大田文化之森 - 池上站 - 本門寺裏 - 上池上 - 夫婦坂 - 馬込站 - 大森站
  - 從池上站，森06是往本門寺裏、上池上方向（外回），森07是往大田文化之森、大森站方向（內回）。
- <森01> 蒲田站 - 池上站 - 池上警察署 - 西馬込站 - 大田文化之森 - 大森站 - 大森操車所（僅平日白天）

## 名稱由來
站名源自於日蓮宗本山「池上本門寺」。
地名「池上」一說原名「池龜」。過去這一帶是水池眾多的溼地，水池內有許多烏龜棲息而得名，之後改為現在的「池上」。也有從地形上解釋，認為地名源自於洗足池（千束池）位於本門寺腳下，或是周邊各村在蓮沼（池）上方，因而稱之為「池上」，另又說是源自於鎌倉時代本地領主池上右衛門太夫宗仲的姓氏。

## 相鄰車站
東急電鐵
 池上線
千鳥町（IK12）－池上（IK13）－蓮沼（IK14）

## 外部連結
- 池上（各站資訊） - 東急電鐵（日語）